# 146-й истребительный авиационный полк
146-й истребительный авиационный полк (146-й иап) — воинская часть Военно-Воздушных сил (ВВС) Вооружённых Сил РККА, принимавшая участие в боевых действиях Великой Отечественной войны.

## Наименования полка
- 146-й истребительный авиационный полк
- 115-й гвардейский истребительный авиационный полк
- 115-й гвардейский Оршанский истребительный авиационный полк
- 115-й гвардейский Оршанский ордена Александра Невского истребительный авиационный полк
- 115-й гвардейский Оршанский орденов Кутузова и Александра Невского истребительный авиационный полк
- 61-й гвардейский Оршанский орденов Кутузова и Александра Невского истребительный авиационный полк ВВС Узбекистана
- Полевая почта 29693

## Создание полка
146-й истребительный авиационный полк сформирован в период с 04 по 18 февраля 1940 года в Московском военном округе на аэродроме Люберцы в составе 4-х эскадрилий на самолётах И-16.
| И-16 | МиГ-1 | МиГ-3 |

## Переименование полка
146-й истребительный авиационный полк 3 сентября 1943 года за образцовое выполнение боевых задач и проявленные при этом мужество и героизм на основании Приказа НКО СССР переименован в 115-й гвардейский истребительный авиационный полк.

## В действующей армии
В составе действующей армии:
- с 22 июня 1941 года по 30 мая 1942 года
- с 13 августа 1942 года по 19 февраля 1943 года
- с 5 мая 1943 года по 20 августа 1943 года

## Командиры полка
- майор, подполковник Орлов, Константин Дмитриевич[3], 06.1941 — 14.10.1942
- полковник Шестаков Семён Александрович (погиб)[3],14.10.1942 — 01.08.1943
- майор Дранко Пётр Александрович[3],09.08.1943 — 06.07.1944
- майор, подполковник Косс Александр Филиппович[3], 06.07.1944 — 15.11.1945

## В составе соединений и объединений
| Период        | Фронт (округ)                  | армия                | корпус                                | дивизия                                            | примечание                                  |
| ------------- | ------------------------------ | -------------------- | ------------------------------------- | -------------------------------------------------- | ------------------------------------------- |
| 04.02.1940 г. | Московский военный округ       | ВВС округа           |                                       |                                                    | Люберцы, И-16                               |
| 01.05.1940 г. | Одесский военный округ         | ВВС округа           |                                       | 55-я авиационная бригада                           | И-16                                        |
| 28.06.1940 г. | Южный фронт                    | 9-я армия            | ВВС 9-й армии                         | 59-я истребительная авиационная бригада            | Бессарабия, И-16                            |
| 09.07.1940 г. | Одесский военный округ         | 9-я армия            | ВВС 9-й армии                         | 59-я истребительная авиационная бригада            | И-16                                        |
| 22.06.1941 г. | Южный фронт                    | ВВС фронта           |                                       | 20-я смешанная авиационная дивизия                 | МиГ-1, МиГ-3, И-16                          |
| 17.07.1941 г. | Юго-Западный фронт             | ВВС фронта           |                                       | Южная группа ВВС фронта                            | МиГ-1, МиГ-3, И-16                          |
| 20.07.1941 г. | Юго-Западный фронт             | ВВС фронта           |                                       | 64-я истребительная авиационная дивизия            | МиГ-1, МиГ-3, И-16                          |
| 14.08.1941 г. | Юго-Западный фронт             | ВВС фронта           |                                       | Резерв фронта                                      | переформирован, МиГ-3                       |
| 10.09.1941 г. | Юго-Западный фронт             | ВВС фронта           |                                       | 19-я смешанная авиационная дивизия                 | МиГ-3                                       |
| 10.12.1941 г. | Южный фронт                    | ВВС фронта           |                                       | 76-я смешанная авиационная дивизия                 | МиГ-3                                       |
| 02.03.1942 г. | Южный фронт                    | ВВС фронта           |                                       | 76-я смешанная авиационная дивизия                 | сдал 9 МиГ-3 в 16-й иап, переучился на Як-1 |
| 24.03.1942 г. | Южный фронт Юго-Западный фронт | ВВС фронта           | авиация резерва Ставки ВГК            | 3-я ударная авиационная группа                     | Як-1                                        |
| 01.06.1942 г. | Приволжский военный округ      | ВВС округа           |                                       | 3-я запасная авиационная бригада                   | Як-7Б                                       |
| 13.08.1942 г. | Западный фронт                 | 1-я воздушная армия  |                                       | 234-я истребительная авиационная дивизия           | Як-7Б                                       |
| 01.09.1942 г. | Западный фронт                 | 1-я воздушная армия  |                                       | 202-я истребительная авиационная дивизия           | Як-7Б                                       |
| 20.09.1942 г. | Западный фронт                 | 1-я воздушная армия  | Резерв командования 1-й ВА            | 234-я истребительная авиационная дивизия           | Як-7Б                                       |
| 20.02.1943 г. | Московский военный округ       | Резерв ВГК           | 4-й смешанный авиационный корпус      | 234-я истребительная авиационная дивизия           | Як-7Б                                       |
| 05.05.1943 г. | Московский военный округ       | Резерв ВГК           | 2-й истребительный авиационный корпус | 7-я гвардейская истребительная авиационная дивизия | Як-7Б                                       |
| 26.05.1943 г. | Воронежский фронт              | 2-я воздушная армия  | 2-й истребительный авиационный корпус | 7-я гвардейская истребительная авиационная дивизия | Як-7Б                                       |
| 28.06.1943 г. | Западный фронт                 | 1-я воздушная армия  | 2-й истребительный авиационный корпус | 7-я гвардейская истребительная авиационная дивизия | Як-7Б                                       |
| 11.07.1943 г. | Брянский фронт                 | 15-я воздушная армия | 2-й истребительный авиационный корпус | 7-я гвардейская истребительная авиационная дивизия | Як-7Б                                       |
| 21.08.1943 г. | Резерв Ставки ВГК              |                      | 2-й истребительный авиационный корпус | 7-я гвардейская истребительная авиационная дивизия | перевооружён на Як-9                        |
| 03.09.1943 г. | Резерв Ставки ВГК              |                      | 2-й истребительный авиационный корпус | 7-я гвардейская истребительная авиационная дивизия | переименован в гвардейский                  |

|  | Як-9 | Як-7 |

## Участие в сражениях и битвах
Освобождение Бессарабии в 1940 г.
Великая Отечественная война (1941—1943):
- Приграничные сражения в Молдавии — с 22 июня 1941 года по 29 июня 1941 года.
- Уманская оборонительная операция — с 16 июля 1941 года по 7 августа 1941 года.
- Киевская операция — с 7 июля 1941 года по 26 сентября 1941 года.
- Харьковская операция — с 30 сентября 1941 года по 30 ноября 1941 года.
- Орловская наступательная операция — с 12 июля 1943 года по 18 августа 1943 года.
- Белгородско-Харьковская операция — с 3 августа 1943 года по 23 августа 1943 года.

## Первая победа полка в воздухе
Первая известная воздушная победа полка в Отечественной войне одержана 23 июня 1941 года: в групповых воздушных боях над территорией Молдавии лётчики 146-го иап сбили, по разным источникам, от 4 до 6 самолётов противника.

## Отличившиеся воины полка
- Буянов, Виктор Николаевич, заместитель командира полка по политической части. Золотая Звезда № 1108.
- Дранко Пётр Александрович, командир полка, удостоен звания Советского Союза будучи командиром эскадрильи 89-го гвардейского истребительного авиационного полка 7-й гвардейской истребительной авиационной дивизии 2-го истребительного авиационного корпуса 1-й воздушной армии Западного фронта. Золотая Звезда № 1104.
- Лаухин Александр Кириллович, командир эскадрильи 115-го гвардейского полка, удостоен звания Советского Союза будучи командиром эскадрильи 1-го гвардейского истребительного авиационного полка 7-й гвардейской истребительной авиационной дивизии. Золотая Звезда № 1110.
- Новосёлов Кузьма Васильевич, старший лейтенант, заместитель командира эскадрильи 115-го гвардейского истребительного авиационного полка Указом Президиума Верховного Совета СССР 27 июня 1945 года удостоен звания Герой Советского Союза. Золотая Звезда № 6519.
- Сизов Василий Филиппович, командир эскадрильи 146-го истребительного авиационного полка 3-й авиагруппы 8-й воздушной армии Юго-Западного фронта удостоен звания Герой Советского Союза. Посмертно.
- Филатов Григорий Иванович, старший лейтенант, помощник по командира 146-го истребительного авиационного полка воздушно-стрелковой службе Указом Президиума Верховного Совета СССР 2 сентября 1943 года удостоен звания Герой Советского Союза. Золотая Звезда № 3518.
- Хлуд Борис Алексеевич, капитан, командир эскадрильи 146-го истребительного авиационного полка Указом Президиума Верховного Совета СССР 2 сентября 1943 года удостоен звания Герой Советского Союза. Золотая Звезда № 1111.

## Статистика боевых действий
Всего за 1941—1943 годы Великой Отечественной войны полком:
| Выполнено боевых вылетов | Сбито самолётов в воздухе | Уничтожено самолётов всего |
| ------------------------ | ------------------------- | -------------------------- |
| 5134                     | 234                       | 250                        |

Свои потери:
| Потеряно самолётов, всего | Погибло лётчиков всего |
| ------------------------- | ---------------------- |
| 72                        | 57                     |

## Интересный факт
- Два лётчика полка, Степан Тихонов и Григорий Федосеев, воюя в составе 34-го истребительного авиационного полка 6-го истребительного корпуса ПВО, «за уклонение от воздушного боя» в сентябре 1942 года были осуждены судом военного трибунала и приговорены к 10 годам лишения свободы. Поводом послужили сомнительные материалы проверки особого отдела НКВД. Согласно приказу НКО СССР от 9 сентября 1942 года лётчики отбыли срок в штрафной эскадрилье. После отбытия срока прибыли в 146-й истребительный авиационный полк. За короткий срок эти два лётчика сбили 20 самолётов противника, внеся существенный вклад в становлении полка как 115-го гвардейского. Гвардии майор Тихонов закончил войну в должности заместителя командира этого полка, имея 320 боевых вылетов, 53 воздушных боя и сбитых самолётов: 6 лично и 2 в группе. Гвардии капитан Федосеев закончил войну в должности командира эскадрильи, имея на боевом счету около 300 боевых вылетов, сбитых самолётов: 11 лично и 6 в группе[5][6].

## Самолёты на вооружении
| Период      | Самолёты |
| ----------- | -------- |
| 1939 — 1941 | И-16     |
| 1940 — 1941 | МиГ-1    |
| 1941 — 1942 | МиГ-3    |
| 1942 — 1943 | Як-1     |
| 1942 — 1943 | Як-7     |
| 1943 — 1945 | Як-9     |